# Sérvio Sulpício Galba (cônsul em 108 a.C.)
Sérvio Sulpício Galba (em latim: Servius Sulpicius Galba) foi um político da gente Sulpícia da República Romana eleito cônsul em 108 a.C., primeiro com Lúcio Hortênsio e, depois, com Marco Aurélio Escauro. Era o filho mais velho de Sérvio Sulpício Galba, cônsul em 144 a.C..

## Carreira

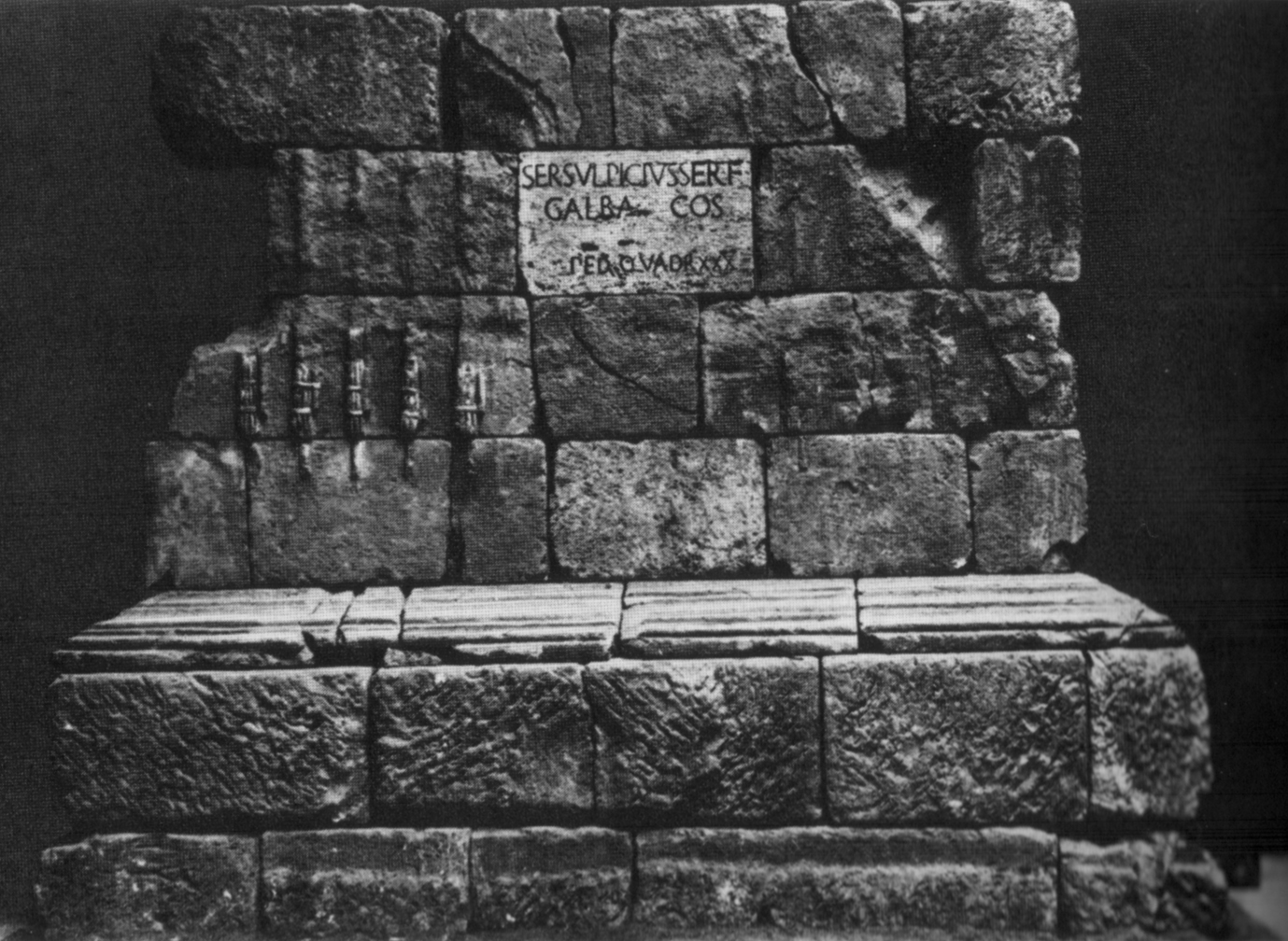
Túmulo de Sérvio Sulpício Galba.

É mencionado pela primeira vez como pretor na Hispânia Ulterior, a mesma função exercida por seu pai em 151 a.C. Ele substituiu Lúcio Calpúrnio Pisão Frúgio, que morreu na função. Foi depois eleito cônsul em 108 a.C. com Lúcio Hortênsio, que, por razões desconhecidas, seria substituído no cargo por Marco Aurélio Escauro.
Quando, em 100 a.C., o tribuno da plebe Lúcio Apuleio Saturnino se levantou em armas contra a República, opôs-se combatendo contra ele sob as ordens de Caio Mário e a revolta fracassou.

## Túmulo de Galba
Galba era proprietário de grandes prorpriedades de terras em Tarracina, onde nasceria o futuro imperador Galba. Seu nome também batizava um grande jardim público em Roma, ao sul do monte Aventino, às margens do Tibre, chamado "Hórreos de Galba". Nas imediações, foi encontrado um monumento fúnebre com uma inscrição e que foi identificado como sendo o túmulo de Galba, principalmente por causa da localização (a inscrição não tem data). Ele ta
Este túmulo é particularmente importante pois trata-se de um dos mais antigos exemplos de sepulcros individuais ainda existentes, uma vez que se perdeu o túmulo de Cipião Africano em Liteno, citado também nas fontes antigas. Naquela época, uma transição entre os séculos II e I a.C., se popularizou nos estratos mais elevados da população romana o uso de modelos helenísticos de sepulturas individuais, um contraste com as tradicionais tumbas familiares romanas (como a Tumba dos Cipiões). Este caso revela as acaloradas lutas políticas da época sobre essas tendências individualistas.
O monumento é composto por uma base quadrangular em tufo, com uma cornija inferior decorada com belas molduras e uma inscrição em travertino no alto, decorada por fasci littori, insígnias do poder consular. Provavelmente ficava sobre a base um naiskos (um pequeno templo abrigando uma ou mais estátuas) ou as epitymbia , como um altar. Este tipo de monumento tornou-se frequente no século I a.C. e sua difusão pode ser comparada à arte do retrato, transformado, na época, num bem de alto consumo.